# Discographie de Mötley Crüe
La discographie officielle de Mötley Crüe se compose de 9 albums studio, 3 albums live, 6 compilations, 4 EP, 28 singles et un VHS. Mötley Crüe fut formé en 1981 à Los Angeles par le bassiste Nikki Sixx et le batteur Tommy Lee. Le guitariste Mick Mars et le chanteur Vince Neil se joignent plus tard au groupe. Mötley Crüe a vendu plus de 100 millions d'albums à travers le monde dont 30 millions aux États-Unis.

## Albums

### Albums studio
| Année | Album                                                                  | Position dans les charts | Position dans les charts | Position dans les charts | Position dans les charts | Position dans les charts | Position dans les charts | Position dans les charts | Position dans les charts | Position dans les charts | Position dans les charts | Récompenses                                              |
| Année | Album                                                                  | É-U                      | R-U                      | AUS                      | AUT                      | CAN                      | FIN                      | NOR                      | N-Z                      | SUE                      | SUI                      | Récompenses                                              |
| 1981  | Too Fast for Love - Sorti: 10 novembre 1981 - Label: Leathür Records   | 77                       | —                        | —                        | —                        | —                        | —                        | —                        | —                        | —                        | —                        | - RIAA - Platine                                         |
| 1983  | Shout at the Devil - Sorti: 26 septembre 1983 - Label: Elektra Records | 17                       | —                        | 85                       | —                        | 23                       | —                        | —                        | —                        | —                        | —                        | - RIAA - 4 × Platine - CRIA 3 × Platine                  |
| 1985  | Theatre of Pain - Sorti: 21 juin 1985 - Label: Elektra Records         | 6                        | 36                       | 39                       | —                        | 11                       | —                        | —                        | —                        | 7                        | 25                       | - RIAA - 4 × Platine - CRIA - 3 × Platine                |
| 1987  | Girls, Girls, Girls - Sorti: 15 mai 1987 - Label: Elektra Records      | 2                        | 14                       | 28                       | —                        | 4                        | —                        | 8                        | —                        | 7                        | 13                       | - RIAA - 4 × Platine - CRIA - 2 × Platine - BPI - Argent |
| 1989  | Dr. Feelgood - Sorti: 1er septembre 1989 - Label: Elektra Records      | 1                        | 4                        | 5                        | —                        | 7                        | —                        | 7                        | —                        | 6                        | 7                        | - RIAA - 6 × Platine - CRIA - 3 × Platine - BPI - Or     |
| 1994  | Mötley Crüe - Sorti: 15 mars 1994 - Label: Elektra Records             | 7                        | 17                       | 3                        | 25                       | 9                        | —                        | —                        | 28                       | 6                        | 21                       | - RIAA - Or                                              |
| 1997  | Generation Swine - Sorti: 24 juin 1997 - Label: Elektra Records        | 4                        | —                        | 34                       | —                        | 10                       | —                        | —                        | —                        | 18                       | —                        | - RIAA - Or                                              |
| 2000  | New Tattoo - Sorti: 11 juillet 2000 - Label: Mötley Records            | 41                       | —                        | —                        | —                        | —                        | —                        | —                        | —                        | —                        | —                        |                                                          |
| 2008  | Saints of Los Angeles - Sorti: 24 juin 2008 - Label: Mötley Records    | 4                        | 75                       | 14                       | 73                       | 3                        | 6                        | 37                       | 8                        | 5                        | 42                       |                                                          |

### Albums live
| Année | Nom de l'album                                                                        | Charts (US) |
| 1999  | Live: Entertainment or Death - Sortie: 23 novembre 1999 - Label: Mötley, Eleven Seven | 133         |
| 2006  | Carnival of Sins Live - Sortie: 2006 - Label: Mötley, Eleven Seven                    |             |
| 2011  | Performance (album) - Sortie: 2011 - Label: Southworld                                |             |

### Compilation
| Année | Album                                                                                      | Position dans les charts | Position dans les charts | Position dans les charts | Position dans les charts | Position dans les charts | Position dans les charts | Position dans les charts | Position dans les charts | Récompenses                           |
| Année | Album                                                                                      | É-U                      | AUS                      | CAN                      | FIN                      | N-Z                      | SUE                      | SUI                      | R-U                      | Récompenses                           |
| 1991  | Decade of Decadence - Sortie: 19 octobre 1991 - Label: Elektra Records                     | 2                        | 9                        | 10                       | —                        | 13                       | 43                       | 22                       | 20                       | - RIAA - 2 × Platine - CRIA - Platine |
| 1998  | Greatest Hits - Sortie: 14 novembre 1998 - Label: Mötley Records                           | 20                       | —                        | 16                       | —                        | —                        | —                        | —                        | —                        | - RIAA - Or                           |
| 1999  | Supersonic and Demonic Relics - Sortie: 19 juin 1999 - Label: Mötley Records, Eleven Seven | —                        | —                        | —                        | —                        | —                        | —                        | —                        | —                        |                                       |
| 2003  | The Best of Mötley Crüe - Sortie: 7 octobre 2003 - Label: Hip-O Records                    | —                        | —                        | —                        | —                        | —                        | —                        | —                        | —                        |                                       |
| 2005  | Red, White & Crüe - Sortie: 1er février 2005 - Label: Mötley Records                       | 6                        | 26                       | 2                        | 16                       | —                        | 31                       | —                        | 67                       | - RIAA - Platine - CRIA - 2 × Platine |
| 2009  | Greatest Hits - Sortie: 17 novembre 2009 - Label: Mötley Records                           | 94                       | 30                       | —                        | —                        | —                        | —                        | —                        | —                        | - CRIA - Or                           |

## Box
| Année | Titre                                                                                               |
| ----- | --------------------------------------------------------------------------------------------------- |
| 2003  | Music to Crash Your Car to: Vol. 1 - Sortie: 2003 - Label: Mötley, Eleven Seven Music - Formats: CD |
| 2004  | Music to Crash Your Car to: Vol. 2 - Sortie: 2004 - Label: Mötley, Eleven Seven Music - Formats: CD |
| 2004  | Loud as F@*k - Sortie: 2004 - Label: Mötley, Eleven Seven Music - Formats: CD                       |
| 2007  | Shout at the Demos - Sortie: 2007 - Label: Mötley, Eleven Seven Music - Formats: CD                 |

## EP
- 1988: Raw Tracks
- 1990: Raw Tracks vol. 2
- 1994: Raw Tracks vol. 3
- 1994: Quarternary
- 2024: cancelled

## Singles
| Année | Titre                              | Charts     | Charts             | Charts | Charts | Charts | Album                         |
| Année | Titre                              | US Hot 100 | US Mainstream Rock | AUS    | SUE    | R-U    | Album                         |
| 1981  | "Stick To Your Guns"               | —          | —                  | —      | —      | —      | Too Fast for Love             |
| 1982  | "Live Wire"                        | —          | —                  | —      | —      | —      | Too Fast for Love             |
| 1984  | "Looks That Kill"                  | #54        | #18                | —      | —      | —      | Shout at the Devil            |
| 1984  | "Too Young To Fall In Love"        | #90        | #26                | —      | —      | —      | Shout at the Devil            |
| 1985  | "Smokin' In The Boys Room"         | #16        | #7                 | —      | —      | #51    | Theatre of Pain               |
| 1985  | "Home Sweet Home"                  | #89        | #38                | —      | —      | —      | Theatre of Pain               |
| 1987  | "Girls, Girls, Girls"              | #12        | #20                | —      | —      | #26    | Girls, Girls, Girls           |
| 1987  | "Wild Side"                        | #20        | #16                | —      | —      | —      | Girls, Girls, Girls           |
| 1987  | "You're All I Need"                | #83        | —                  | —      | —      | #23    | Girls, Girls, Girls           |
| 1989  | "Dr. Feelgood"                     | #6         | #7                 | #26    | —      | #50    | Dr. Feelgood                  |
| 1989  | "Kickstart My Heart"               | #27        | #18                | #34    | —      | —      | Dr. Feelgood                  |
| 1990  | "Without You"                      | #8         | #11                | #45    | —      | #39    | Dr. Feelgood                  |
| 1990  | "Don't Go Away Mad (Just Go Away)" | #19        | #13                | —      | —      | —      | Dr. Feelgood                  |
| 1990  | "Same Ol' Situation (S.O.S.)"      | #78        | #34                | —      | —      | —      | Dr. Feelgood                  |
| 1991  | "Primal Scream"                    | #63        | #21                | #29    | —      | #32    | Decade of Decadence           |
| 1992  | "Home Sweet Home '91"              | #37        | —                  | —      | —      | —      | Decade of Decadence           |
| 1994  | "Hooligan's Holiday"               | —          | #10                | —      | #34    | #36    | Mötley Crüe                   |
| 1994  | "Misunderstood"                    | —          | #24                | —      | —      | —      | Mötley Crüe                   |
| 1997  | "Afraid"                           | —          | #10                | —      | —      | #58    | Generation Swine              |
| 1997  | "Beauty"                           | —          | #37                | —      | —      | —      | Generation Swine              |
| 1997  | "Glitter"                          | —          | —                  | —      | —      | —      | Generation Swine              |
| 1998  | "Bitter Pill"                      | —          | #22                | —      | —      | —      | Greatest Hits                 |
| 1999  | "Teaser"                           | —          | #35                | —      | —      | —      | Supersonic and Demonic Relics |
| 2000  | "Hell On High Heels"               | —          | #13                | —      | —      | —      | New Tattoo                    |
| 2004  | "If I Die Tomorrow"                | —          | #4                 | —      | —      | #63    | Red, White & Crüe             |
| 2005  | "Sick Love Song"                   | —          | #22                | —      | —      | —      | Red, White & Crüe             |
| 2008  | "The Saints of Los Angeles"        | —          | #5                 | —      | —      | —      | Saints of Los Angeles         |
| 2008  | "Mutherfucker of the Year"         | —          | #29                | —      | —      | —      | Saints of Los Angeles         |
| 2009  | "White Trash Circus"               | —          | —                  | —      |        |        | Saints of Los Angeles         |
| 2015  | "All Bad Things"                   | —          | —                  | —      | —      |        |                               |

## DVD
| Année | Album                                                                          |
| 1986  | Uncensored (VHS) - Sorti: 1986 - Label: Elektra Records                        |
| 1990  | Dr.Feelgood Videos (VHS) - Sorti: 1990 - Label: Elektra Records                |
| 1992  | Decade of Decadence 81-91 (VHS) - Sorti: 12 mars 1992 - Label: Elektra Records |